# Zingel
Genre
Zingel est un genre de poissons de la famille des Percidae.

## Liste des espèces
Selon FishBase (30 janvier 2016) :
- Zingel asper (Linnaeus, 1758) - Apron du Rhône
- Zingel balcanicus (Karaman, 1937)
- Zingel streber (Siebold, 1863)
- Zingel zingel (Linnaeus, 1766)